# 36 vyer av berget Fuji

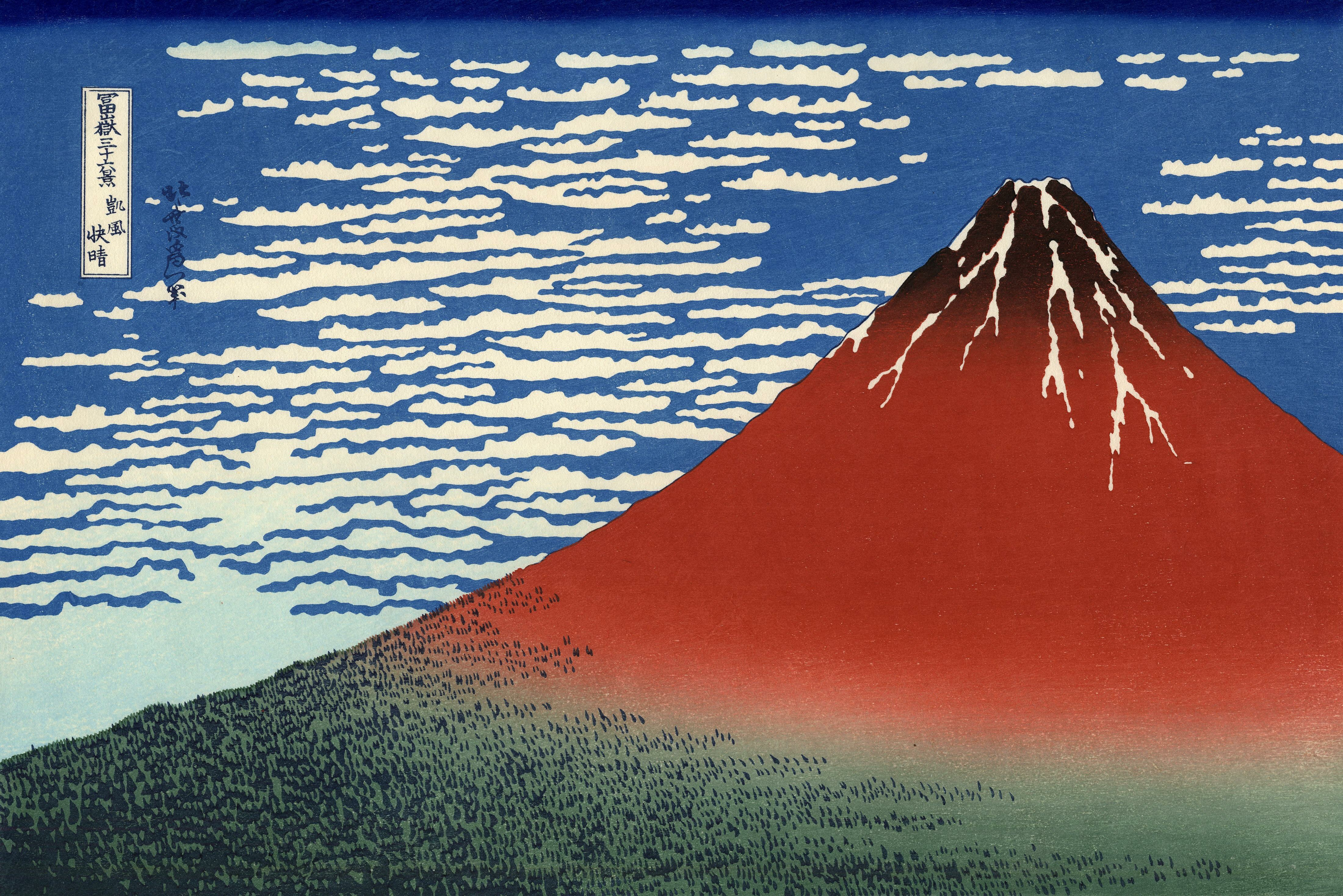
Fuji i rött, sydlig vind, klar morgon

36 vyer av berget Fuji, 富嶽三十六景, Fugaku Sanjūrokkei, är en serie färgträsnitt av den japanska konstnären Katsushika Hokusai.

## Träsnitten
Träsnitten föreställer berget Fuji, sedd från ett antal platser och under olika årstider och klimatförhållanden. Serien består av 46 träsnitt gjorda 1826-32, i den första utgåvan 36 och med tio tillagda därefter.
Hokusais 36 vyer av berget Fuji är den mest kända serien ukiyo-e som avbildar berget Fuji. Det finns också andra serier med samma motiv, däribland Hiroshiges 36 bilder av berget Fuji och Hokusais egen senare serie 100 vyer av berget Fuji. Denna vulkan är, med sin kulturella och religiösa betydelse,  ett populärt motiv i japansk konst.
Det mest spridda enskilda träsnittet i serien är den första bilden, Under vågen utanför Kanagawa

## Landskapsbilden i japansk konst
Hokusai visade med sina landskapsbilder platser som inte tidigare avbildats i japansk landskapskonst. Traditionell konst sökte sig till platser berömda för sin skönhet, medan Hokusai också utan att idealisera avbildade vardagssituationer i alldagliga miljöer.
Med 36 vyer av berget Fuji införde han också ett nytt perspektiv på avbildningen av det heliga berget. Detta avbildades traditionellt som dominerande objekt i bilden, medan Hokusai i sin serie oftast har ett annat huvudmotiv och Fuji inplacerat med avståndsperspektiv i liten skala. Serien är därmed mer besläktad med europeisk landskapskonst än med traditionell japansk..
Hokusais bilder visade japanskt vardagsliv i vanliga landskapsmiljöer. Hans serier ukiyo-e såldes i stora upplagor och hjälpte därmed japanerna att se Japan. Han hjälpte till att skapa en igenkännbar bild av landet under en epok när man i Japan, såväl som i Europa, byggde upp en känsla för nationalstaten.

## Galleri

### De ursprungliga 36 träsnitten
Dessa bilder baseras på nyskurna träsnitt, där ursprunglig teknik använts.
| Nr | Träsnitt | Titel på svenska                                                 | Japansk titel                                                   |
| -- | -------- | ---------------------------------------------------------------- | --------------------------------------------------------------- |
| 1  |          | Under vågen utanför Kanagawa                                     | 神奈川沖浪裏 Kanagawa oki nami-ura                              |
| 2  |          | Fuji i rött, sydlig vind, klar morgon                            | 凱風快晴 Gaifū kaisei                                           |
| 3  |          | Regnstorm under bergets topp                                     | 山下白雨 Sanka hakū                                             |
| 4  |          | Under Mannen-bron i Fukagawa                                     | 深川万年橋下 Fukagawa Mannen-bashi shita                        |
| 5  |          | Mishima-passet                                                   | 東都駿台 Tōto sundai                                            |
| 6  |          | Den runda tallen i Aoyama                                        | 青山円座松 Aoyama enza-no-matsu                                 |
| 7  |          | Senju, Musashi                                                   | 武州千住 Bushū Senju                                            |
| 8  |          | Inume-passet, Kōshū                                              | 甲州犬目峠 Kōshū inume-tōge                                     |
| 9  |          | Fuji sedd från en åker, Owari                                    | 尾州不二見原 Bishū Fujimigahara                                 |
| 10 |          | Ejiri, Suruga                                                    | 駿州江尻 Sunshū Ejiri                                           |
| 11 |          | En skiss av Mitsui-butiken i Suruga i Edo                        | 江都駿河町三井見世略図 Kōto Suruga-cho Mitsui Miseryakuzu       |
| 12 |          | Solnedgång över Ryōgoku-bron från Sumidas flodbank i Onmayagashi | 御厩川岸より両国橋夕陽見 Ommayagashi yori ryōgoku-bashi yūhi mi |
| 13 |          | Sazai - de femhundras tempel, Rakan                              | 五百らかん寺さざゐどう Gohyaku-rakanji Sazaidō                  |
| 14 |          | Tehus i Koishikawa, en morgon efter snöfall                      | 礫川雪の旦 Koishikawa yuki no ashita                            |
| 15 |          | Nedanför Meguro                                                  | 下目黒 Shimo-Meguro                                             |
| 16 |          | Vattenkvarn i Onden                                              | 隠田の水車 Onden no suisha                                      |
| 17 |          | Enoshima, Sagami                                                 | 相州江の島 Soshū Enoshima                                       |
| 18 |          | Stranden i Tago-bukten vid Ejiri, Tōkaidō                        | 東海道江尻田子の浦略図 Tōkaidō Ejiri tago-no-ura                |
| 19 |          | Yoshida, Tōkaidō                                                 | 東海道吉田 Tōkaidō Yoshida                                      |
| 20 |          | Sjövägen i Kazusa                                                | 上総の海路 Kazusa no Kairo                                      |
| 21 |          | Nihonbashi-bron i Edo                                            | 江戸日本橋 Edo Nihon-bashi                                      |
| 22 |          | Staden Sekiya vid floden Sumida                                  | 隅田川関屋の里 Sumidagawa Sekiya no sato                        |
| 23 |          | Noboto-bukten                                                    | 登戸浦 Noboto-ura                                               |
| 24 |          | Hakone-sjön, Sagami                                              | 相州箱根湖水 Sōshū Hakone kosui                                 |
| 25 |          | Fuji speglad i Kawaguchi-sjön, sedd från Misaka-passet, Kai      | 甲州三坂水面 Kōshū Misaka suimen                                |
| 26 |          | Hodogaya vid Tōkaidō-vägen                                       | 東海道保ケ谷 Tōkaidō Hodogaya                                   |
| 27 |          | Tama-floden, Musashi                                             | 武州玉川 Bushū Tamagawa                                         |
| 28 |          | Templet Asakusa Hongan-ji temple i Edo                           | 東都浅草本願寺 Tōto Asakusa honganji                            |
| 29 |          | Ön Tsukuda, Musashi                                              | 武陽佃島 Buyō Tsukuda-jima                                      |
| 30 |          | Stranden i Shichiri, Sagami                                      | 相州七里浜 Soshū Shichiri-ga-hama                               |
| 31 |          | Umegawa, Sagami                                                  | 相州梅沢庄 Soshū umezawanoshō                                   |
| 32 |          | Kajikazawa, Kai                                                  | 甲州石班沢 Kōshū Kajikazawa                                     |
| 33 |          | Mishima-passet, Kai                                              | 甲州三嶌越 Kōshū Mishima-goe                                    |
| 34 |          | Fuji sedd från bergen i Tōtōmi                                   | 遠江山中 Tōtōmi sanchū                                          |
| 35 |          | Sjön Suwa. Shinano                                               | 信州諏訪湖 Shinshū Suwa-ko                                      |
| 36 |          | Ushibori, Hitachi                                                | 常州牛掘 Jōshū Ushibori                                         |

### De senare tillagda tio träsnitten
| Nr | Träsnitt | Titel på svenska                               | Japansk titel                                               |
| -- | -------- | ---------------------------------------------- | ----------------------------------------------------------- |
| 1  |          | Kullen Gotenyama, Shinagawa, vid Tōkaidō-vägen | 東海道品川御殿山の不二 Tōkaidō Shinagawa Goten'yama no Fuji |
| 2  |          | Honjo Tatekawa, brädgården i Honjo             | 本所立川 Honjo Tatekawa                                     |
| 3  |          | Nöjesdistrikt i Senju                          | 従千住花街眺望の不二 Senju Hana-machi Yori Chōbō no Fuji    |
| 4  |          | Nakahara, Sagami                               | 相州仲原 Sōshū Nakahara                                     |
| 5  |          | Ōno Shinden i Suruga                           | 駿州大野新田 Sunshū Ōno-shinden                             |
| 6  |          | Klättring på Fuji                              | 諸人登山 Shojin tozan                                       |
| 7  |          | Teplantagen Katakura, Suruga                   | 駿州片倉茶園の不二 Sunshū Katakura chaen no Fuji            |
| 8  |          | Fuji från Kanaya vid Tōkaidō-vägen             | 東海道金谷の不二 Tōkaidō Kanaya no Fuji                     |
| 9  |          | Soluppgång i Isawa, Kai                        | 甲州伊沢暁 Kōshū Isawa no Akatsuki                          |
| 10 |          | Fujis baksida från floden Minobu               | 身延川裏不二 Minobu-gawa ura Fuji                           |